# Élections régionales de 2013 au Frioul-Vénétie Julienne
Les élections régionales de 2013 au Frioul-Vénétie Julienne (en italien : Elezioni regionali in Friuli-Venezia Giulia) ont eu lieu les 22 et 23 avril 2013 afin d'élire le président et les conseillers de la XIe législature du conseil régional de la région autonome du Frioul-Vénétie Julienne pour un mandat de cinq ans.

## Mode de scrutin
L'élection se tient selon les principes généraux de la loi Tattarella de 1995 : le président de la région est élu au suffrage universel direct et au scrutin uninominal majoritaire à un tour avec prime de majorité pour la liste ou la coalition le soutenant.
Le jour du scrutin, l'électeur vote deux fois (sur un même bulletin de vote). Il accorde un suffrage à l'un des candidats à la présidence de la région et un suffrage à un parti politique. Le panachage est autorisé : l'électeur est libre de voter pour un parti ne soutenant pas le candidat qu'il a choisi.
À l'issue du dépouillement, est proclamé élu président de la région le candidat ayant recueilli le plus grand nombre de suffrages exprimés. Si le parti ou la coalition soutenant le président élu n'a pas remporté au moins 55 % des sièges à pourvoir, il reçoit une « prime de majorité » (en italien : premio de maggioranza) : 60 % des sièges à pourvoir si le président élu a remporté au moins 45 % des voix ; 55 % des mandats si le président élu a totalisé moins de 45 % des suffrages. À l'inverse, si les partis ou coalitions qui soutenaient un autre candidat obtiennent moins de 40 % des sièges à pourvoir, est activée la « garantie de minorité » (en italien : garanzia per le minoranze), qui assure à l'opposition 40 % des sièges à pourvoir.
Les mandats attribués à la majorité et à l'opposition sont ensuite répartis entre les listes qui ont remporté 4 % des voix au niveau régional ; 1,5 % au niveau régional dans le cadre d'une coalition ayant réuni au moins 15 % des voix au niveau régional ; 20 % des voix au niveau d'une province.
Le conseil régional compte un total de 49 membres : 47 conseillers élus à la proportionnelle, le président élu et le candidat défait à la présidence ayant rassemblé le plus grand nombre de voix.

### Répartition des sièges
| Provinces                 | Sièges | +/-           |
| ------------------------- | ------ | ------------- |
| Gorizia                   | 5      | 1             |
| Pordenone                 | 12     | 2             |
| Tolmezzo                  | 3      | 1             |
| Trieste                   | 9      | 3             |
| Udine                     | 18     | 3             |
| Candidats à la présidence | 2      | en stagnation |
| Total                     | 49     | 10            |

## Résultats
|                        |                          |            |            |                      |                                   |                               |         |         |         |               |               |       |  |
| Présidence             | Présidence               | Présidence | Présidence | Présidence           | Conseil                           | Conseil                       | Conseil | Conseil | Conseil | Conseil       | Conseil       | Total |  |
| Candidats              | Candidats                | Votes      | %          | Élus                 | Partis                            | Partis                        | Votes   | %       | +/-     | Sièges        | +/-           | Total |  |
|                        | Debora Serracchiani (PD) | 211 508    | 39,39      | 1                    |                                   | Parti démocrate (PD)          | 107 155 | 26,84   | 3,09    | 19            | 4             |       |  |
|                        | Debora Serracchiani (PD) | 211 508    | 39,39      | 1                    | Citoyens pour Serracchiani        | 21 169                        | 5,30    | 0,21    | 3       | 1             |               |       |  |
|                        | Debora Serracchiani (PD) | 211 508    | 39,39      | 1                    | Gauche, écologie et liberté (SEL) | 17 764                        | 4,45    | Nv.     | 3       | 3             |               |       |  |
|                        | Debora Serracchiani (PD) | 211 508    | 39,39      | 1                    | Union slovène (SSk)               | 5 651                         | 1,46    | 0,22    | 1       | en stagnation |               |       |  |
|                        | Debora Serracchiani (PD) | 211 508    | 39,39      | 1                    | Italie des valeurs (IdV)          | 4 006                         | 1,00    | 3,49    | —       | 2             |               |       |  |
| Total Centre-gauche    | Total Centre-gauche      | 211 508    | 39,39      | 1                    | 155 547                           | 38,95                         | 7,45    | 26      | 3       | 27            |               |       |  |
|                        | Renzo Tondo (PdL)        | 209 457    | 39,00      | 1                    |                                   | Le Peuple de la liberté (PdL) | 80 052  | 20,05   | 12,97   | 8             | 13            |       |  |
|                        | Renzo Tondo (PdL)        | 209 457    | 39,00      | 1                    | Autonomie responsable (AR)        | 42 847                        | 10,73   | Nv.     | 4       | 4             |               |       |  |
|                        | Renzo Tondo (PdL)        | 209 457    | 39,00      | 1                    | Ligue du Nord (LN)                | 33 050                        | 8,28    | 4,65    | 3       | 5             |               |       |  |
|                        | Renzo Tondo (PdL)        | 209 457    | 39,00      | 1                    | Union de centre (UdC)             | 14 758                        | 3,70    | 2,45    | 1       | 3             |               |       |  |
|                        | Renzo Tondo (PdL)        | 209 457    | 39,00      | 1                    | La Droite (LD)                    | 6 209                         | 1,55    | Nv.     | —       | en stagnation |               |       |  |
|                        | Renzo Tondo (PdL)        | 209 457    | 39,00      | 1                    | Parti des retraités (PP)          | 3 741                         | 0,93    | 0,58    | —       | 1             |               |       |  |
| Total Centre-droit     | Total Centre-droit       | 209 457    | 39,00      | 1                    | 180 626                           | 45,24                         | 8,36    | 16      | 18      | 17            |               |       |  |
|                        | Saverio Galluccio        | 103 135    | 19,21      | —                    |                                   | Mouvement 5 étoiles (M5S)     | 54 952  | 13,75   | Nv.     | 5             | 5             | 5     |  |
|                        | Franco Bendelli          | 12 908     | 2,40       | —                    |                                   | Une autre région              | 8 231   | 2,06    | Nv.     | 0             | en stagnation | 0     |  |
|                        |                          |            |            |                      |                                   |                               |         |         |         |               |               |       |  |
| Votes valides          | Votes valides            | 537 008    | 96,77      |                      | Votes valides                     | Votes valides                 | 399 312 | 71,96   |         |               |               |       |  |
| Votes blancs et nuls   | Votes blancs et nuls     | 17 897     | 3,23       | Votes blancs et nuls | Votes blancs et nuls              | 155 593                       | 28,04   |         |         |               |               |       |  |
| Total candidats        | Total candidats          | 554 905    | 100        | 2                    | Total partis                      | Total partis                  | 554 905 | 100     | -       | 47            | 10            | 49    |  |
| Abstentions            | Abstentions              | 544 429    | 49,52      |                      |                                   |                               |         |         |         |               |               |       |  |
| Inscrits/Participation | Inscrits/Participation   | 1 099 334  | 50,48      |                      |                                   |                               |         |         |         |               |               |       |  |